# منطقة واتانا
منطقة واتانا (بالإنجليزية: Watthana District)‏ هي منطقة من مناطق بانكوك. يبلغ عدد سكانها 82637 نسمة وذلك حسب إحصائيات سنة 2013. تبلغ مساحتها 12.565 كم².

الموقع في بانكوك